# Стрибки у воду на літніх Олімпійських іграх 1912
Змагання зі стрибків у воду на літніх Олімпійських іграх 1912 у Стокгольмі тривали з 6 до 15 липня в Стокгольмській затоці. Розіграно 4 комплекти нагород (3 серед чоловіків і 1 серед жінок. Змагалися 57 спортсменів з 10-ти країн.

## Медальний залік

### Чоловіки
| Дисципліна                    | Золото             | Срібло                | Бронза                |
| ----------------------------- | ------------------ | --------------------- | --------------------- |
| Трамплін, 3 м                 | Пауль Ґюнтер (GER) | Ганс Лубер (GER)      | Курт Беренс (GER)     |
| Вишка, 10 м                   | Ерік Адлерц (SWE)  | Альберт Цюрнер (GER)  | Ґустаф Бломґрен (SWE) |
| Прості стрибки у воду з вишки | Ерік Адлерц (SWE)  | Яльмар Юганссон (SWE) | Юган Янссон (SWE)     |

### Жінки
| Дисципліна  | Золото               | Срібло             | Бронза             |
| ----------- | -------------------- | ------------------ | ------------------ |
| Вишка, 10 м | Ґрета Юганссон (SWE) | Ліса Реґнель (SWE) | Ізабелл Вайт (GBR) |

## Країни-учасниці
Змагалися 43 стрибуни і 14 стрибунок у воду з 10-ти країн:
- Австрія  (1)
- Канада  (2)
- Фінляндія  (6)
- Німеччина  (4)
- Велика Британія  (3)
- Італія  (1)
- Норвегія  (3)
- Росія  (1)
- Швеція  (34)
- США  (2)

## Таблиця медалей
| Місце              | Країна             | Золото | Срібло | Бронза | Загалом |
| ------------------ | ------------------ | ------ | ------ | ------ | ------- |
| 1                  | Швеція             | 3      | 2      | 2      | 7       |
| 2                  | Німеччина          | 1      | 2      | 1      | 4       |
| 3                  | Велика Британія    | 0      | 0      | 1      | 1       |
| Загалом (3 збірні) | Загалом (3 збірні) | 4      | 4      | 4      | 12      |